# Fritillaria meleagris
Bối mẫu A Nhĩ Thái (danh pháp hai phần: Fritillaria meleagris) là một loài thực vật có hoa trong họ Liliaceae. Loài này được L. miêu tả khoa học đầu tiên năm 1753.
Đây là loài bản địa từ vùng đồng bằng sông lũ ở châu Âu, nơi chúng mọc rất nhiều.